# Calvin Graham
Calvin J. Graham (New York, 7 giugno 1944) è un ex cestista statunitense, professionista nella ABA.